# Tournefortia brenesii
Tournefortia brenesii är en strävbladig växtart som beskrevs av Standley. Tournefortia brenesii ingår i släktet Tournefortia och familjen strävbladiga växter. Inga underarter finns listade i Catalogue of Life.